# Шайтан (фільм)
«Шайтан» («Sheitan») — французький кінофільм 2006 року, знятий режисером Кімом Шапіроном.

## Сюжет
Строката компанія молодих людей (серед яких азієць, чорний, дівчина-турчанка) їде в заміський будинок однієї з нових знайомих і виявляє себе в покинутому куточку, де мешкає Зло. Особняк забитий ляльками, а єдиний мешканець — Жозеф (Кассель) — недорозвинений чоловік, який усміхається та ховає свою вагітну дружину. Настає різдвяна ніч, в якій спочатку юним міським обормотам доведеться купатися голяка і ділити між собою дівчат, а потім їх наздоганяє Страшне.

## У ролях
- Венсан Кассель — Джозеф
- Олівьє Бартелемі — Барт
- Роксана Мескіда — Єва
- Ніко Ле Фат Тан — Таї
- Лейла Бехті — роль другого плану
- Ладж Лі — Ладж
- Жюлі-Марі Парментьє — Жанна
- Джеральд Томассен — роль другого плану
- Гійом Баке — роль другого плану
- Моніка Беллуччі — гарна вампірка
- Франсуа Леванталь — роль другого плану
- Тарубі — роль другого плану

## Знімальна група
- Режисер — Кім Шапірон
- Сценаристи — Кім Шапірон, Крістіан Шапірон
- Оператор — Алекс Ламарк
- Художник — Марі-Елен Сульмоні
- Композитор — Нгуєн Лі
- Продюсери — Венсан Кассель, Кім Шапірон, Ерік Невьо